# 卡普利納河
卡普利納河（西班牙語：Río Caplina）是秘魯的河流，位於該國南部，河道全長100公里，流域面積3,425平方公里，河水來自冰川和地下水，最終注入太平洋，河畔城鎮有塔克納。